# موزتاغ آتا
موزتاغ آتا (انگلیسی: Muztagh Ata) که پیشتر با نام کوه تاغارما یا تاغالما شناخته می‌شد، دومین قله بلند در کوهستان‌هایی است که لبه شمالی فلات تبت را تشکیل می‌دهند (به معنای دومین کوه بلند فلات تبت نیست). این کوه گاهی به عنوان بخشی از کوه‌های کونلون شمرده می‌شود هرچند از نظر طبیعی به کوه‌های پامیر نزدیک‌تر و پیوسته‌است. موزتاغ آتا همچنین به دلیل شیب ملایم دامنه غربی آن و آب‌وهوای نسبتاً خشک‌تر سین‌کیانگ به عنوان یکی از کوه‌های ۷٬۰۰۰ متری نسبتاً آسان جهت صعود در دنیا محسوب می‌شود.